# Murray's
Murray's is een Amerikaanse lijn van haarstylingproducten, die in 1925 werd opgezet door C.D. Murray. Het bedrijf is gevestigd in Oak Park, Michigan. 

## Geschiedenis
Het idee van Murray was om een aardig haarproduct op de markt te brengen voor een redelijke prijs. Dit werd Murray's, een oranje blikje met daarin een vettige substantie, waarmee men de haren in model kon brengen. Murray begon in 1925 vanuit zijn kapperszaak in Chicago de producten te ontwikkelen, om ze vervolgens te verkopen aan zijn klanten. In 1959 nam Harry Berlin, een apotheker die actief was in Detroit en omgeving, de productie van de vettige was over. Berlin, die nauw samenwerkte met de familie Murray, zette de ontwikkeling voort en voegde tevens wat onderdelen toe aan het oorspronkelijke recept. Murray's is doorgegroeid door tot op heden steeds vast te blijven houden aan Berlins recept. Het is sinds 1994 een internationaal bekend bedrijf en de producten van Murray's zijn overal ter wereld verkrijgbaar.

## Producten
Murray's heeft door de jaren heen een assortiment ontwikkeld bestaande uit 19 verschillende haarproducten, waaronder 5 soorten was, waarvan er 3 bedoeld zijn voor een bepaald haartype, zoals sluik en krullend, maar ook extra glanzend haar. Naast was produceert Murray's ook 5 soorten conditioner, ieder op een andere basis, bestaande uit olijfolie, wolvet, wortelolie, sheaboomboter, en theestruikolie. Ook bracht Murray's meer recentelijk Cocosoft op de markt, een lijn van verschillende crèmes die een zachtere werking op het haar zouden hebben, ieder op basis van kokosnootolie.

## Murrays4Change
Murrays4change is een campagne die Murray's lanceerde op 21 april 2009. Hierbij biedt het bedrijf een speciale uitgave van Murray's Original Pomade aan: op de deksel van deze uitgave is het hoofd van de oorspronkelijk geïllustreerde man vervangen door dat van Barack Obama. Deze uitgave heeft dezelfde prijs als de originele had. Van de 4 dollar die het Murray's per verkocht artikel oplevert, wordt echter één dollar gedoneerd aan het Witte Huis. De eerste donatie werd gedaan door Herman de Jongh, artdirector bij Imagine, in Nederland. De Jongh merkte een sterke gelijkenis op tussen de klassieke gezichten op de deksel en de gezichten van Obama en zijn vrouw. Vervolgens bood hij aan om voor niets dit ontwerp te maken en dat heeft hij uiteindelijk ook gedaan. Naast de was zijn tijdens de campagne ook T-shirts verkrijgbaar, met daarop een foto van de deksel van het "Murrays4Obama-blikje". Ook werden klanten die actief zijn op Facebook gevraagd foto's te maken van hun eigen style en deze op te sturen naar Murray's. Deze campagne loopt nog steeds.